# Clarias batu
Clarias batu es una especie de pez de la familia Clariidae en el orden de los Siluriformes.

## Morfología
• Los machos pueden llegar alcanzar los 30,5 cm de longitud total.

## Distribución geográfica
Se encuentra en Malasia.